# Taihape
Taihape ist ein Ort im Rangitikei District der Region Manawatū-Whanganui auf der Nordinsel von Neuseeland.

## Geographie
Der Ort befindet sich rund 47 km südsüdöstlich des Vulkans Ruapehu und rund 74 km ostnordöstlich von Wanganui im Tal des Hautapu River, der rund 9 km südsüdöstlich des Ortes in den Rangitīkei River mündet. Taihape ist von bis zu 866 m hohen Bergen umgeben. Die Bergketten der Ruahine Range erheben sich rund 25 km östlich des Ortes.

## Geschichte
Die Region um Taihape wurde lange vor Ankunft der Europäer von Māori-Stämmen besiedelt, deren Nachkommen noch immer in der Gegend leben. Die erste Aufzeichnung von einem Europäer, der die Region besuchte, stammt von William Colenso im Jahre 1845. 1884 wurde für den North Island Main Trunk Railway ein provisorischer Fahrweg durch die Region gebaut.
Der Ort selbst wurde 1894 gegründet, als europäische Siedler aus Canterbury von der Südinsel in die Gegend kamen. Die Siedlung wurde auf einer kleinen natürlichen Lichtung im dichten Busch angelegt, den die ersten Siedler zu roden begannen. Viele Abkömmlinge der ursprünglichen Siedlerfamilien leben noch in der Gegend. Die Siedlung wurde nach dem Hautapu River zunächst „Hautapu“ genannt, dann „Otaihape“ („der Ort von Tai dem Buckligen“) und schließlich „Taihape“.
Vor dem Bau der Bahnstrecke durch Taihape mussten die meisten Produkte der umliegenden Farmen, hauptsächlich Schafwolle, mit Pferden und Ochsenkarren nach Osten nach Napier transportiert werden, wo sie in den Export gingen. Bis zum Bau von besseren Straßen und der Bahnlinie Anfang des 20. Jahrhunderts blieb Taihape, wie viele anderen Landgemeinden, eine isolierte Pioniersiedlung. Nach dem Bau der Eisenbahn entwickelte sich der Ort zu einem wichtigen Eisenbahn- und Transportknotenpunkt. Nach seinem wirtschaftlichen Höhepunkt in den 1950er und 1960er Jahren, erlitt der Ort während der neuseeländischen Wirtschaftskrise in den 1980er Jahren einen Einbruch und verlor dadurch an Bedeutung. Seither ist Taihape vorwiegend ein Zwischenstopp für Reisende und ein Dienstleistungszentrum der umliegenden Landwirtschaft.
Taihape wurde lange als eine Eisenbahnstadt angesehen. Früher hatte ein großer Teil der ortsansässigen Familien Angehörige, die bei der Bahn arbeiteten. Entlang der Mataroa Road gab es zahlreiche Häuser der Bahngesellschaft, von denen nur drei erhalten sind. Bis in die späten 1970er war Taihape ein wichtiger Verschiebebahnhof. Die Züge erhielten eine zusätzliche Lokomotive, die ihnen auf dem langen Anstieg auf das Zentralplateau half. Zum Wenden kleinerer, schwächerer Lokomotiven wurde eine Drehscheibe gebaut. Diese wurde in den frühen 1980er Jahren demontiert. Die Rotarier kauften die Drehscheibe mit Spendengeldern zurück und bauten sie wieder auf. Dank der Drehscheibe können heute Sonderzüge nach Taihape fahren und nach dem Wenden zurückfahren.

## Bevölkerung
Taihape erlebte nach einem Bevölkerungsanstieg auf rund 3500 Einwohnern einen Rückgang auf etwa 200 Einwohner in den späten 1960er Jahre. Zum Zensus des Jahres 2013 zählte der Ort lediglich noch 1509 Einwohner, 15,6 % weniger als zur Volkszählung im Jahr 2006.

## Wirtschaft
Taihape ist das Dienstleistungszentrum des ländlich geprägten Umlandes, in dem die Milchwirtschaft eine Rolle spielt und in den hügeligen Teilen des Umlandes Schaf- und Rinderzucht betrieben wird. In Taihape selbst sind Unternehmen angesiedelt, die Maschinen und Betonprodukte herstellen. Sägewerke und Tischlereien verarbeiten das Holz der umliegenden Wälder. Wegen seiner Lage profitierte der Ort etwas vom durchreisenden Tourismus und dient damit vielen als Zwischenstopp.

## Infrastruktur

### Straßenverkehr
Durch den Ort führt der New Zealand State Highway 1, der eine schnelle Verbindung nach Mangaweka im Süden und Waiouru im Norden bietet. Nördlich von Taihape führt die Straße zunächst durch den Rangipo Desert, um dann östlich am Lake Taupō vorbei die Stadt Taupō zu erreichen.

### Schienenverkehr
Der Bahnhof von Taihape liegt an der North Island Main Trunk Railway, die Auckland mit Wellington verbindet. Die Bahnstrecke verläuft über die Raurimu-Spirale nach Westen in Richtung Ohakune und in der Gegenrichtung nach Marton.

### Bildungswesen
Der Ort verfügt mit der Taihape Area School über eine Composit School mit den Jahrgangsstufen 1 bis 15. Im Jahr 2014 besuchten 287 Schüler die Schule.

## Tourismus
Taihape ist seit dem 9. April 1985 für seinen jährlich organisierten „Gumboot Day“ bekannt und bezeichnet sich selbst als „Gumboot Capital of the World“ („Gummistiefelhauptstadt der Welt“). Der Ort zieht zu dem jährlichen Wettbewerb im Gummistiefelweitwerfen zahlreiche Besucher an. Das Festival wurde von ortsansässigen Geschäftsleuten ins Leben gerufen, die erkannten, dass sie das etwas hinterwäldlerische und ländliche Image des Ortes niemals loswerden würden und beschlossen dann eben aus diesem Image Kapital zu schlagen.
Eine Baufirma im Ort besitzt eine alte Dampfpfeife, die heute mit Druckluft betrieben wird. Diese wurde das Signal des Ortes zur Smoko (Pause) um 10 Uhr morgens, Mittag und 3 Uhr nachmittags. Die Touristen nehmen wegen dieses Signals oft an, eine Dampflokomotive sei im Ort.

## Medien
Taihape ist neben Eketāhuna in Neuseeland der Archetyp einer "typischen kleinen neuseeländischen Landgemeinde". Diese Reputation wurde durch den Satiriker John Clarke verstärkt, der seine Sketche um den fiktiven Farmer Fred Dagg in dem Ort spielen ließ.

## Persönlichkeiten
- Norman Shelton (1905–1980), Politiker
- Nancy Borlase (1914–2006), australische Malerin
- Alison Mercer (* 1954), Zoologin und Hochschullehrerin
- Eric Verdonk (1959–2020), Ruderer